# Emmanuel Mayonnade
Emmanuel Mayonnade (Nouvelle-Aquitaine, 12 juni 1983) is een Frans handbaltrainer die sinds 2015 hoofdtrainer is van Metz Handball. Van februari 2019 tot september 2021 was hij bondscoach van het Nederlands vrouwenhandbalteam.

## Biografie
In 2006 werd Mayonnade op 23-jarige leeftijd trainer van de Franse handbalclub Mios-Biganos. Met die club won hij in 2009 de Coupe de France en in 2011 de EHF Challenge Cup. In 2015 werd Mayonnade hoofdtrainer van Metz Handball. Hij werd tot vier keer toe verkozen tot beste trainer van Frankrijk. In februari 2019 werd Mayonnade benoemd tot bondscoach van het Nederlands vrouwenhandbalteam, waar hij de Deense Helle Thomsen opvolgde. Met het Nederlandse team won hij in december 2019 het wereldkampioenschap handbal in Japan. In september 2021 kwam er een eind aan zijn dienstverband als bondscoach.

## Erelijst
Als trainer
 Mios-Biganos
- Coupe de France: 2009
- EHF Challenge Cup: 2011

 Metz Handball
- LFH Division 1 Féminine: 2016, 2017, 2018, 2019
- Coupe de France: 2017, 2019

 Nederland
- Wereldkampioenschap handbal – vrouwen: 2019

Individueel
- IHF – Beste Trainer van de Wereld: 2019
- LFH Division 1 Féminine – Beste Trainer: 2010, 2016, 2017, 2018
- EHF Champions League – Beste Trainer: 2019, 2020

6: Laura van der Heijden ·
7: Debbie Bont ·
8: Lois Abbingh ·
10: Danick Snelder ·
12: Bo van Wetering ·
17: Nycke Groot ·
18: Kelly Dulfer ·
19: Merel Freriks ·
20: Inger Smits ·
24: Martine Smeets ·
26: Angela Malestein · 30: Rinka Duijndam · 33: Tess Wester · 48: Dione Housheer · Reserve(s): 9: Larissa Nüsser · 38: Yara ten Holte · 31: Kelly Vollebregt · Coach:  Emmanuel Mayonnade
5: Jessy Kramer ·
6: Laura van der Heijden ·
7: Debbie Bont ·
8: Lois Abbingh ·
9: Larissa Nüsser ·
10: Danick Snelder ·
12: Bo van Wetering ·
18: Kelly Dulfer ·
19: Merel Freriks ·
20: Inger Smits ·
24: Martine Smeets · 26: Angela Malestein · 28: Nikita van der Vliet · 30: Rinka Duijndam · 33: Tess Wester · 41: Annick Lipman · 42: Harma van Kreij · 48: Dione Housheer · Coach:  Emmanuel Mayonnade
5: Jessy Kramer ·
6: Laura van der Heijden ·
7: Debbie Bont ·
8: Lois Abbingh ·
9: Larissa Nüsser ·
10: Danick Snelder ·
12: Bo van Wetering ·
14: Delaila Amega ·
18: Kelly Dulfer ·
19: Merel Freriks ·
20: Inger Smits · 24: Martine Smeets · 26: Angela Malestein · 30: Rinka Duijndam · 33: Tess Wester · 41: Annick Lipman · 48: Dione Housheer · 79: Estavana Polman · Coach:  Emmanuel Mayonnade